# 影絵アニメーション

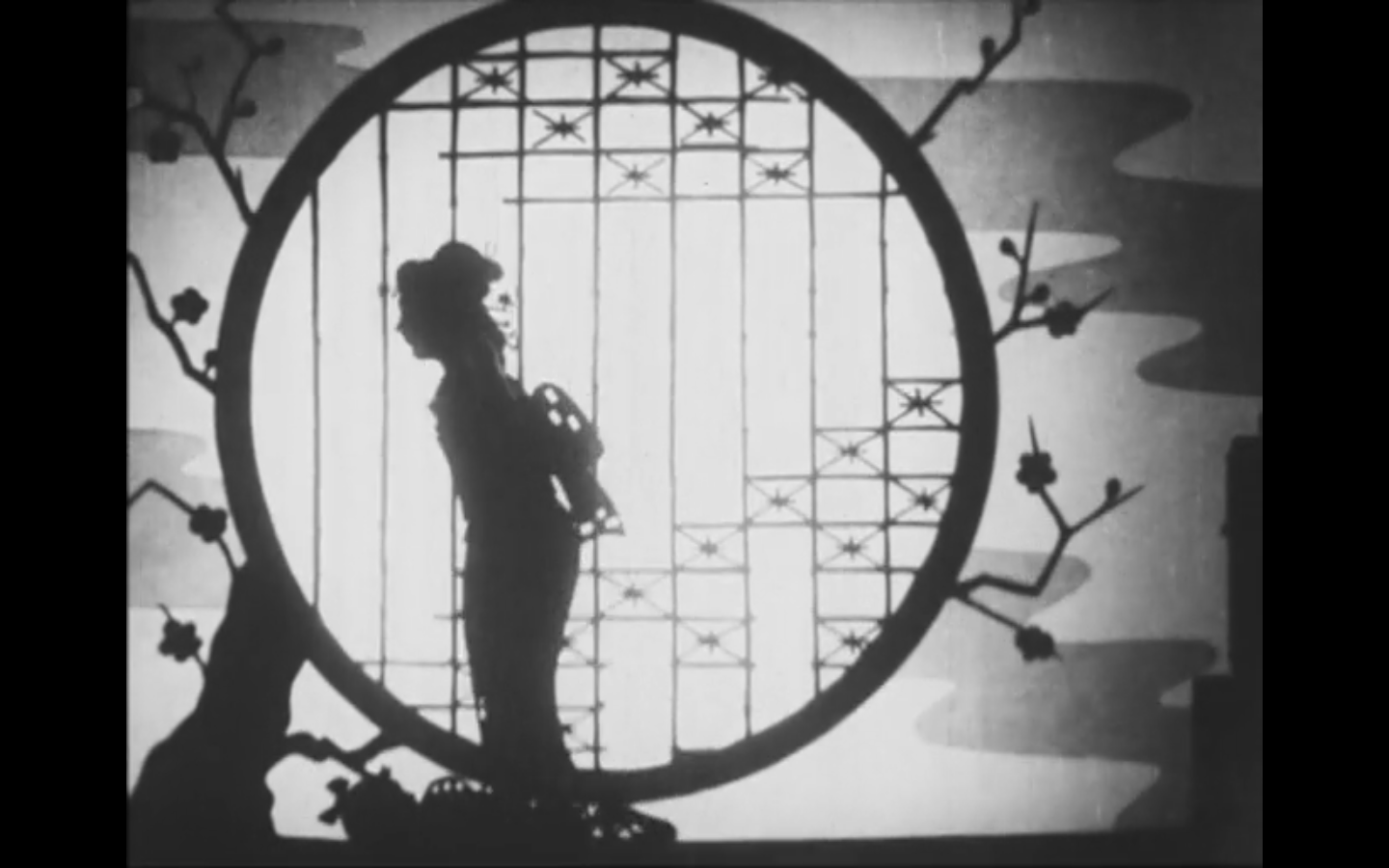
荒井和五郎『お蝶夫人の幻想』の1シーン(1940)

影絵アニメーション（かげえアニメーション）とは、キャラクターを黒い影絵として描くアニメーションのこと。方法は様々だが、関節が動くようにつなげた切り紙に後ろから光を当てて撮影する方法が一般的。影絵芝居の影響を受けているが、技術的には多くの点で異なっている。シルエットアニメーション（Silhouette animation）と呼ばれることもある。

## 歴史
ヨーロッパの影絵アニメーションは、影絵芝居（オンブル・シノワーズ）とシルエット（エティエンヌ・ド・シルエットやヨハン・カスパー・ラヴァーター）にインスパイアされて同時多発的に生まれたものと思われる。1909年にイギリスの映画監督チャールズ・アームストロングの短編『The Sporting Mice』（1909年）を作ったが、現存している最も古いものは同監督の『The Clown and His Donkey』（1910年）である。この作品は背景が黒く、キャラクターは白い影絵になっている。一方、ドイツではロッテ・ライニガーが処女作『Das Ornament des verliebten Herzens』（1919年）を作り、こちらはキャラクターが黒い影絵で、現在の影絵アニメーションのスタイルを確立させたと言える。そのライニガーの『アクメッド王子の冒険』（1926年）は世界初の長編影絵アニメーションで、世界中に影絵アニメーションへの関心を呼び起こさせた。日本ではその2年後に、鈴木俊夫が『四十人の盗賊』（1928年）を作ったが、それ以前にも『蟹満寺縁起』（1924年、監督：奥田秀彦、内田吐夢、木村白山）という影絵アニメーションが存在していた。
今日、純粋なプロの影絵アニメーション映画は稀で、専門のアニメーターも少ない。しかし、デジタルで作られた影絵アニメーションが『サウスパーク』（1997年 - ）、『Mona the Vampire』（1999年 - 2003年。カナダのテレビアニメシリーズ）、『さよなら絶望先生』（2007年）、ゲームの『ドンキーコング リターンズ』（2010年）などで部分的に使われている。

## 技法
ライニガーが開発した伝統的な影絵アニメーションの技法は切り紙アニメーションの応用である。まず、紙や板金で作られた切り絵を、糸や針金、留め金具で接合する。それを撮影台の上に乗せ1コマ1コマ撮影する。多少の相違はあるが、大藤信郎やブルーノ ・ベットゲの影絵アニメーションはそうした技法で作られた。一方、ミッシェル・オスロのテレビシリーズ『Cine si』（1989年）は少し異なり、切り紙アニメーションとセル画を組み合わせ、さらに実写とクレイアニメも使われている（このシリーズは再編集されて長編アニメーション『プリンス&プリンセス』として公開された）。
近年はコンピュータアニメーションで影絵アニメーションが作られている。オスロは『アズールとアスマール』（2006年）の1シーンで3Dレンダリングを使っている。アカデミー賞短編アニメ映画賞にノミネートされた『ジャスパー・モレロの冒険』（2005年）では2Dのキャラクターと3Dの背景で作られている。また、Jan Koesteの『Our Man In Nirvana』（2006年）と『ジャングル・ブック2』（2003年）はインドネシアの影絵芝居ワヤン・クリで使われる操作棒をコンピューターアニメーションでわざわざ再現している。

### カラー
影絵アニメーションは当初モノクロで表現されることが多かったが、ライニガーは『ジャックと豆の木』（1955年）でフルカラーの背景を用いた。着色した半透明の「キャンディーの包み紙」がステンドグラス的な効果を生んだ。『 Aucassin et Nicolette』（1976年）では半透明のプラスチック片で作られたカラーパレットを使用した。
後の映画監督たちは、「アクメッド王子の冒険」を真似て、背景は1色か2色、そのトーンを変えて使うカラーの影絵アニメーションを作った。キャラクターもフルカラーにすると切り紙アニメーションになるが、キャラクターが横向きの場合に限り「カラーの影絵アニメーション」と呼ばれることがある。

## 代表的な影絵アニメーション
- 『アクメッド王子の冒険（英語版）』(1926、ドイツ、ロッテ・ライニガー)
- 『煙突屋ペロー』(1930、日本、田中喜次)
- 『お蝶夫人の幻想（英語版）』(1940、日本、荒井和五郎)
- 『釈迦の生涯』(1961、日本、大藤信郎)
- 『少女革命ウテナ』（1997年）の一部
- 『プリンス&プリンセス』(2000、フランス、ミッシェル・オスロ)
- 『夜のとばりの物語』(2011、フランス、ミッシェル・オスロ)